# Tricolia saxatilis
Tricolia saxatilis is een slakkensoort uit de familie van de Phasianellidae. De wetenschappelijke naam van de soort is voor het eerst geldig gepubliceerd in 2006 door Nangammbi & Herbert.